# Beatrice Contesson
Beatrice Contesson (eigentlich Beatrix von Savoyen) (* um 1250 in Chambéry; † 1290 in Escalona) war eine Adlige aus dem Königreich Arelat. Nachdem sie zunächst Nonne werden sollte, heiratete sie zweimal und starb als Adlige in Spanien.

## Herkunft und Eintritt ins Kloster
Beatrice entstammte dem Haus Savoyen. Sie war das zweite und jüngste Kind aus der Ehe von Graf Amadeus IV. mit seiner zweiten Frau Cécile des Baux. Ihr Vater war Graf von Savoyen, einer Grafschaft im zum römisch-deutschen Reich gehörenden Königreich Arelat. Ihre Eltern hatten Ende 1244 geheiratet und ihren Hauptsitz in Chambéry. Ihren Beinamen Contesson erhielt Beatrice vermutlich nach einer Großtante ihres Vaters, die Comtesson de Genève. Damit konnte sie von ihrer Halbschwester Beatrix, ihrer Tante Beatrix und ihren Cousinen Beatrix von Viennois und Beatrix von der Provence unterschieden werden. Beim Tod ihres Vaters 1253 war sie noch minderjährig. Ihr Vater hatte in seinem Testament verfügt, dass sie als Nonne in die Zisterzienserinnenabtei Le Betton eintreten sollte. Dafür sollte sie 100 Solidi erhalten, die wohl an das Kloster gehen sollten. Ursprünglich hatte ihr Vater vorgesehen, dass er in le Betton beigesetzt werden wollte, doch kurz vor seinem Tod verfügte er, in Hautecombe beigesetzt zu werden.

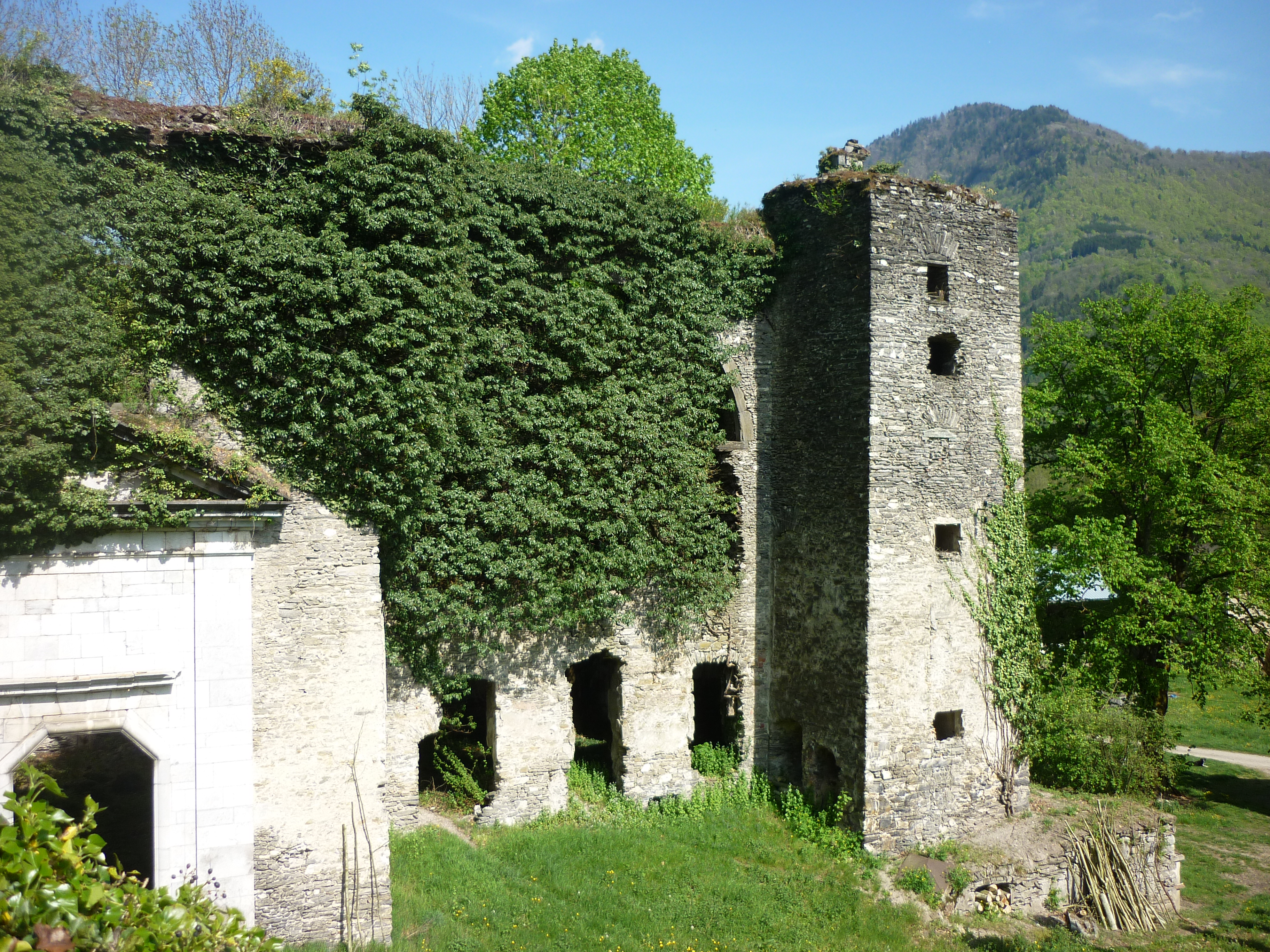
Die Ruine der Klosterkirche von le Betton, wo Beatrice Contesson als Nonne lebte

## Austritt aus dem Kloster und Heirat mit Pierre de Chalon
Beatrice wurde als Nonne in dem Zisterzienserinnenkloster offenbar nicht glücklich. Nach dem Tod ihres Bruders Graf Bonifaz 1263 versuchte König Jakob I. von Aragón, sie mit seinem Sohn Jakob zu verheiraten. Vermutlich hoffte der König, durch eine Hochzeit einen Erbanspruch auf Savoyen zu erhalten. Die Herrschaft in Savoyen übernahm jedoch Peter von Savoyen, ein jüngerer Bruder des Vaters von Beatrice. Danach wurden die Heiratspläne des Königs von Aragón zunächst nicht weiter verfolgt. Nach der Eroberung des Königreichs Sizilien durch Karl von Anjou, dem Graf der Provence, erneuerte der König von Aragón im Sommer 1266 das Angebot eines Heiratsbündnisses zwischen Savoyen und Aragón, doch die Verhandlungen blieben erfolglos. Möglicherweise wollte Peter von Savoyen mit einem solchen Bündnis nicht den mächtigen Karl von Anjou provozieren. Peter von Savoyen hinterließ Beatrice bei seinem Tod 1268 eine stattliche Mitgift, so dass sie aus dem Kloster austreten und heiraten konnte. Peters Erbe wurde sein Bruder Philipp, der sich bei seinem Herrschaftsantritt mit mehreren Konflikten konfrontiert sah. Um Verbündete zu gewinnen, verheiratete er seine Nichte Beatrice am 21. Oktober 1268 in Belley mit Pierre de Chalon, einem Adligen aus der Pfalzgrafschaft Burgund. Dieser war ein jüngerer Sohn von Jean le Sage und damit ein jüngerer Bruder des ersten Ehemanns von Philipps Frau Adelheid von Burgund. Vor ihrer Heirat musste Beatrice mit Zustimmung ihrer Mutter auf alle Erbansprüche auf Savoyen verzichten. Die Mitgift betrug stattliche 6000 Livres viennois, worauf ihr Bräutigam ihr im Gegenzug die Rechte an der Hälfte seiner Besitzungen überließ. Ihr Mann hatte als jüngerer Sohn allerdings nur ein kleines Erbe erhalten, wahrscheinlich lebte er mit Beatrice in Besançon. Als Philipp von Savoyen 1271 schwer erkrankte, befürchteten seine Neffen und Erben Thomas und Amadeus, dass im Falle von Philipps Tod Pierre de Chalon als Schwiegersohn von Amadeus IV. Erbansprüche stellen könnte. Deshalb verbündeten sie sich sogar mit Pierres ältestem Halbbruder Jean de Chalon-Rochefort gegen ihn. Da Philipp aber wieder genas, blieb dieses Bündnis folgenlos. Pierre de Chalon starb vor 1274 und ließ Beatrice als schwangere Witwe zurück. In seinem Testament vermachte er ihr die Einkünfte aus dem Salzbergwerk von Salins und aus weiteren Besitzungen.

## Heirat mit Manuel von Kastilien
In seinem Testament vom 9. Juli 1275 setzte Bertrand, Seigneur de Moirans, ein Adliger aus dem Viennois, Beatrice zur alleinigen Erbin ein. Möglicherweise hatte er sie zuvor geheiratet, doch vielleicht war er auch nur ein Vasall von ihr gewesen. Nur wenig später heiratete Beatrice zwischen dem 17. September und Ende November 1275 vermutlich in Montpellier den verwitweten Infant Manuel (1234–1283), einen Bruder von König Alfons X. von Kastilien. König Alfons beanspruchte die Krone des römisch-deutschen Reichs und hatte deshalb seit langem Kontakt nach Norditalien und Arelat und damit auch zur Familie Savoyen gehabt. Im Frühjahr 1275 hatte er sich wegen seines Anspruchs auf die römisch-deutsche Krone mit Papst Gregor X. getroffen, der aber schließlich Graf Rudolf von Habsburg als König anerkannte. Deshalb brachte die Heirat für Graf Philipp von Savoyen auf den ersten Blick kaum politische Vorteile. Philipp befand sich wegen des Waadtlandes mit Rudolf von Habsburg im Krieg, während Markgraf Wilhelm VII. von Montferrat sein Rivale im Piemont war. Die Heirat wurde vermutlich durch Abt Amadeus von Roussillon vermittelt, der eng mit Savoyen verbunden war. Abt Amadeus stand im Auftrag von Papst Gregor X. mit dem König von Kastilien im Kontakt. Philipp von Savoyen erhoffte sich durch die Heirat von Beatrice mit einem Infanten von Kastilien Unterstützung im Waadtland und im Piemont, da der König von Kastilien ein Gegner von Rudolf von Habsburg und auch eng mit dem Markgrafen von Montferrat verbündet war. Als Mitgift erhielt Beatrice von Graf Philipp 4000 Silbermark. Im Januar 1276 erreichte Beatrice zusammen mit ihrem Mann und mit König Alfons Toledo.

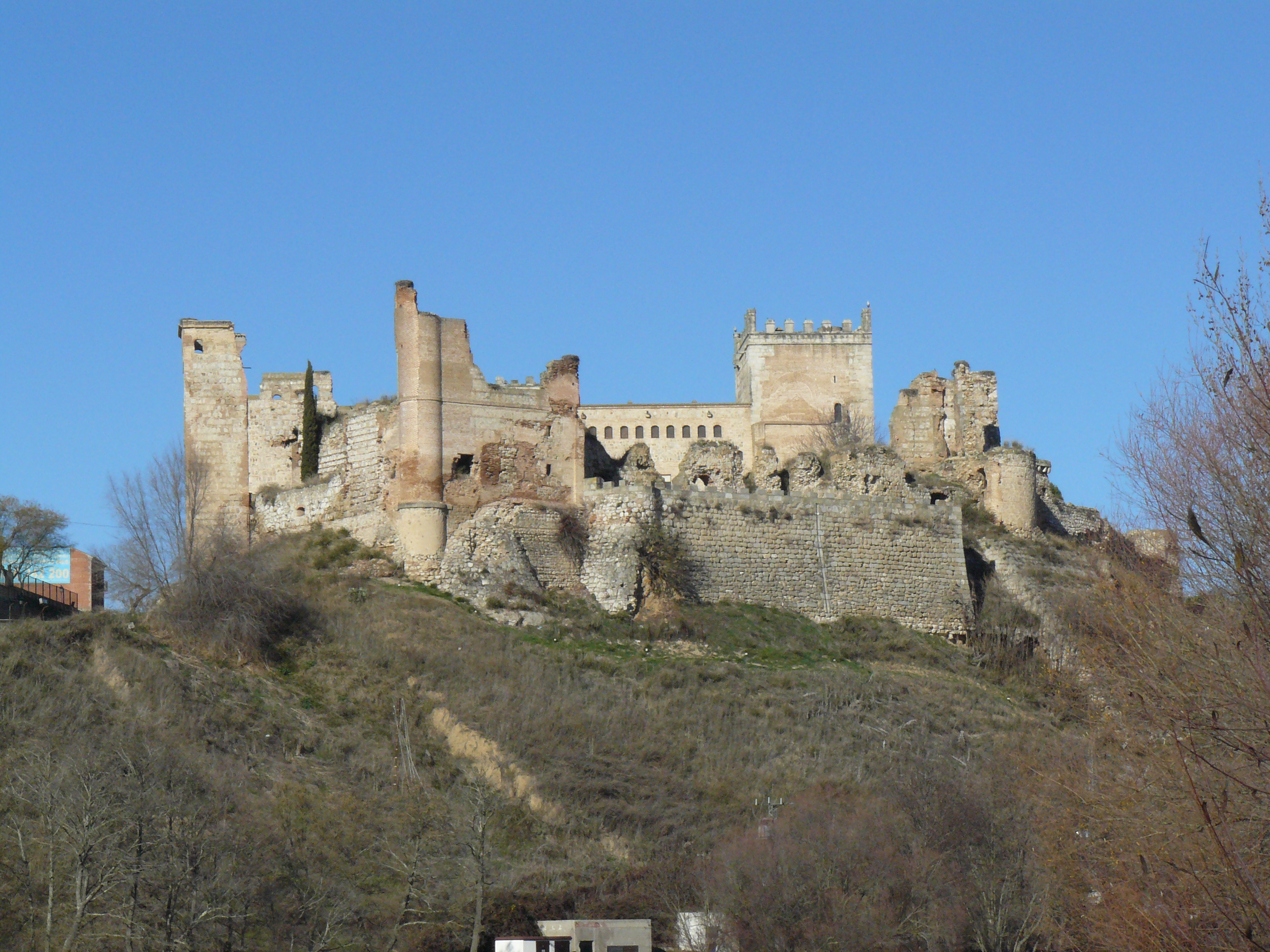
Die Burg von Escalona, die ab 1281 der Hauptwohnsitz von Beatrice in Kastilien war

In den nächsten Monaten begleitete Beatrice ihren Mann, der seine Besitzungen im Königreich Murcia besuchte. Dort war im Vorjahr ein Heer von Sultan Abu Yusuf Yaqub von Marokko besiegt worden. Vor dem 13. November 1276 waren Manuel und Beatrice in Villena, wo Manuel der Stadt Privilegien vergab und versuchte, die durch den marokkanischen Angriff verwüsteten Region wirtschaftlich zu stärken. Erst im Mai 1277 reisten sie wieder an den Königshof nach Burgos. In den nächsten Jahren übernahm Manuel wichtige Ämter am Königshof oder diente als Gesandter seines Bruders. Beatrice hatte offenbar aber wenig politischen Einfluss, denn 1281 plante König Alfons zusammen mit seinem Schwiegersohn Wilhelm von Montferrat einen Angriff gegen Savoyen, der aber schließlich aus anderen Gründen nicht durchgeführt wurde. Manuel erhielt von seinem Bruder die Burg von Escalona, die schließlich zum Hauptwohnsitz von ihm und Beatrice wurde. Beatrice erhielt die Aufsicht über die Salzgewinnung bei Quero, wahrscheinlich aufgrund ihrer früheren Erfahrung mit dem Salzbergbau in Salins. Ihr Mann starb im Dezember 1283. Beatrice übernahm nun die Vormundschaft für ihren minderjährigen Sohn Juan Manuel, den ihr Mann als seinen Erben eingesetzt hatte.
Durch den Nachlass ihres Mannes und durch die Einkünfte aus Burgund konnte Beatrice ein komfortables Leben führen. Anfang 1289 kam es aber zum Krieg zwischen Aragón und Kastilien, indem Aragón die Erbansprüche von Alfonso de la Cerda gegen seinen Onkel König Sancho IV. von Kastilien unterstützte. Durch den Krieg wurden auch die Besitzansprüche von Beatrice in Kastilien bedroht, doch sie erkrankte noch vor Kriegsende und starb im Herbst 1290. Ihr Testament und ihr Begräbnisort sind unbekannt.

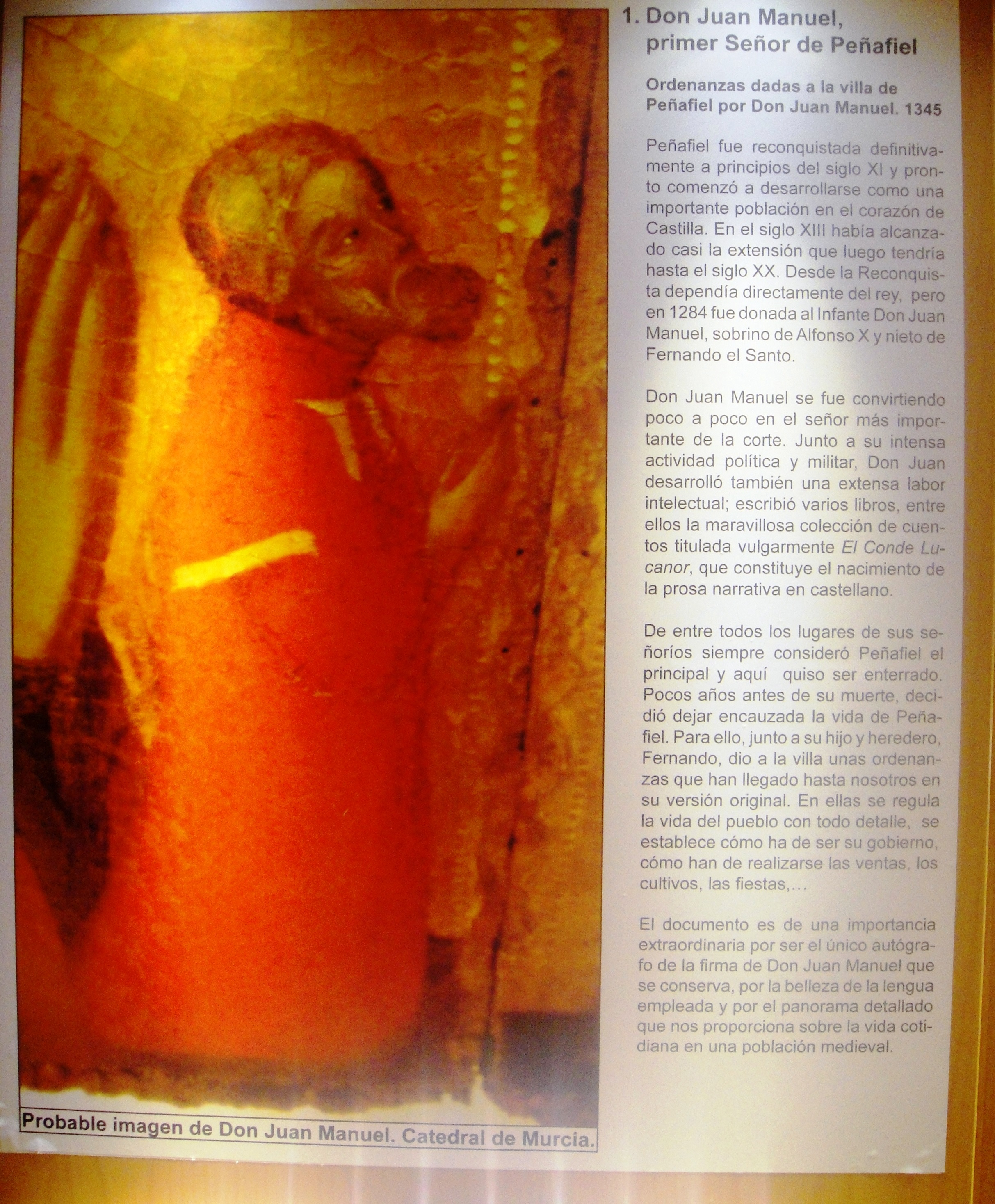
Juan Manuel, der Sohn von Beatrice. Nach einer Darstellung aus dem 15. Jahrhundert.

## Nachkommen
Aus ihrer Ehe mit Pierre de Chalon hatte Beatrice keine überlebenden Nachkommen. Mit Manuel von Kastilien hatte sie einen Sohn:
- Juan Manuel (1282–1348)

Ihr Sohn gab ihr in seinen Büchern ein lobendes Andenken.